# Transilvania (Norteamérica)

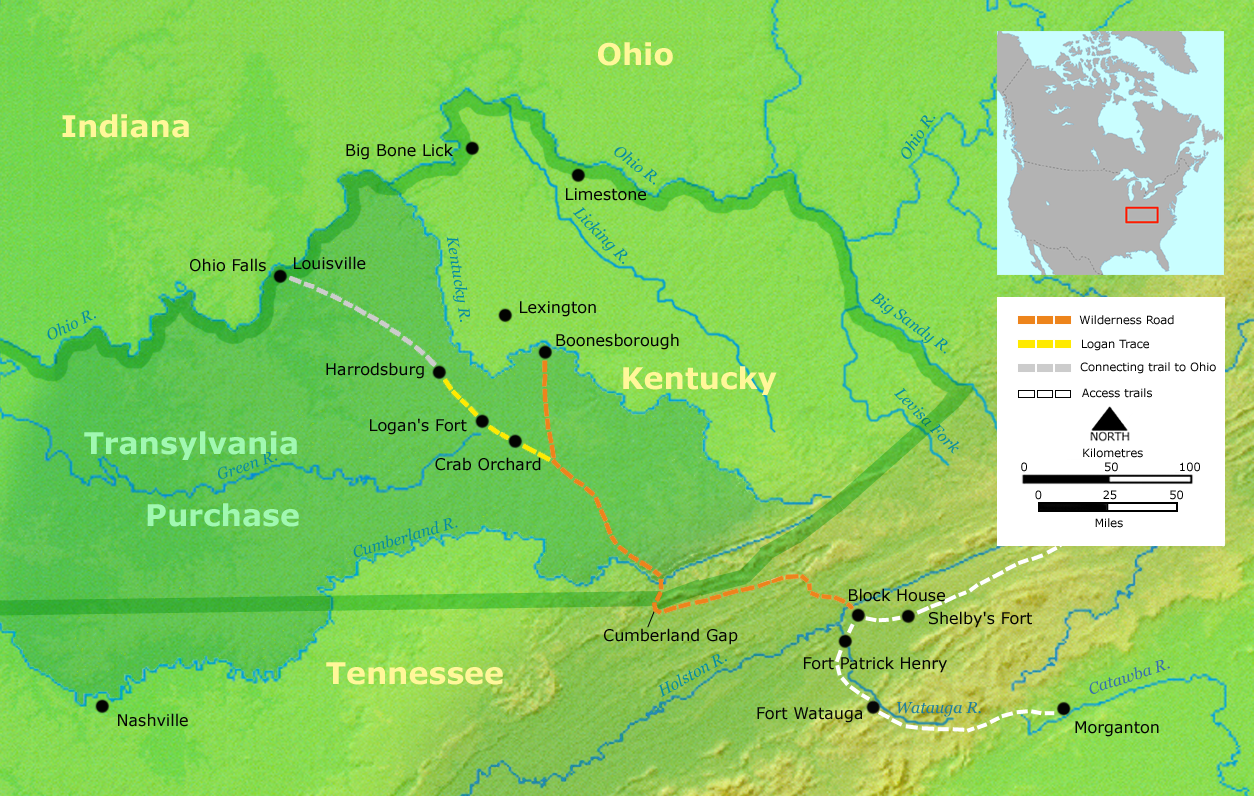
El territorio de Transilvania y el Camino Salvaje.

Transilvania, en su forma inglesa Transylvania es el nombre dado a una colonia que se estableció en territorios del Sur del río Ohio que actualmente forman parte del estado de Kentucky, en Estados Unidos.

## Contexto histórico-territorial
En 1768 la Corona británica y los iroqueses firmaron el Tratado de Fort Stanwix de 1768, por el que los iroqueses cedían las tierras del actual Kentucky, sobre las que no tenían la exclusividad, ya que también constituían terrenos de caza para los cherokee, en el norte, y los shawnee, en el sur.
En consecuencia, cuando los colonos empezaron a irrumpir en la zona se desató la resistencia de los pueblos nativoamericanos, hasta derivar en la Guerra de Dunmore de 1774, que enfrentó principalmente a los shawnee y a la Colonia de Virginia. La derrota de los shawnee se tradujo en el cese de sus reclamaciones sobre la zona.

## Los primeros pasos: las Compañías
El 1 de agosto de 1774, Richard Henderson, juez de Carolina del Norte, y otros ocho prominentes personajes de Carolina del Norte organizaron una compañía de compra-venta de tierras llamada Richard Henderson and Company, que los propietarios reconstituyeron como Compañía de Louisa (Louisa Company) el 27 de agosto de 1774.
Constituida la asociación, acudieron al Comité de Comercio y Plantaciones en el Exterior buscando el reconocimiento de las tierras a adquirir, ya que inicialmente pertenecían a la Corona. En paralelo, se inició el proyecto de convertir dichas tierras en Provincia de la Corona, según el modelo de las colonias de propietarios de Pensilvania o Maryland.
El 6 de enero de 1775 la Compañía de Louisa fue reorganizada como Compañía de Transilvania (Transilvania Company).

## La adquisición del territorio: el Tratado de Sycamore Shoals
En marzo de 1775, Richard Henderson se reunió con 1200 cheroquis, entre los que se encontraban algunos de sus líderes, como Attacullaculla, Oconostota, y Dragging Canoe, en Sycamore Shoals (actualmente Elizabethton en Tennessee nororiental), en el río Watauga donde firmó el Tratado de Sycamore Shoals o Tratado de Watauga. Por dicho Tratado, se compraron 18.000.000 de acres (unos 72 000 km²) por 50.000 dólares de Virginia (3,6 centavos por acre) entre el río Cumberland, los montes Cumberland, el río Kentucky y el río Ohio.

## Los primeros problemas
Pese a la adquisición de tierras ya efectuada, el proyecto de Colonia se enfrentaba a numerosos problemas:
- Los cheroquis, aunque eran la tribu más fuerte, no tenían la capacidad reconocida por la Corona británica ni exclusiva legal para disponer de las tierras.
- Los shawnee, pese a abandonar sus derechos después de la Guerra de Dunmore, mantenían otros derechos reconocidos por la Corona británica sobre la zona.
- La adquisición de tierras y el establecimiento de colonos contravenía la Línea de Proclamación de 1763, lo que jurídicamente convertía las propiedades en ilegales.
- Los territorios adquiridos contravenían las Cartas de Concesión Colonial de Carolina del Norte y Virginia, cuyas tierras se demarcaban  “de mar a mar”.

## La organización del territorio
A pesar de la oposiciones de diverso signo se continuó con el proyecto de erigir la nueva colonia, aunque los límites territoriales concernidos son un tanto vagos y variables,ya que se sumaron nuevas adquisiciones, el núcleo territorial del proyecto estaba incluido entre los ríos Kentucky, Ohío, Holston y Cumberland, una enorme área de cerca de 80 000 km².
Inmediatamente a la adquisición, el 10 de marzo de 1775, Richard Henderson despachó a Daniel Boone con treinta y cinco leñadores para abrir una ruta hasta el río Kentucky, que se denominó el Camino Salvaje (Wilderness Road), y que el 24 de marzo de 1775 había sido abierta hasta sólo 25 km del río Kentucky, cuando fueron atacados por los Shawnee. Sin embargo, la ruta fue finalmente abierta y afluyeron un considerable número de colonos, inicialmente en el asentamiento de Boonesboro (cerca de la actual Lexington, Kentucky), y después por el resto de la zona, destacando Harrodsburg. Varios de los asentamientos se anexaron al Condado de Kentucky, no reconociendo la autoridad de Boonesboro, capital de Transilvania.

## El rechazo del Congreso
Con la llegada de Richard Henderson a Boonesboro, el 23 de mayo de 1775, dentro de los pasos necesarios para erigirse como Colonia, se organizó un Gobierno Provisional en Boonesboro, se eligió una Cámara Legislativa y se nombraron Jueces de Corte, que fue rechazado por el gobernador colonial de Virginia, Lord Dunmore (John Murray, 4º Conde de Dunmore) (25 de septiembre de 1771-31 de diciembre de 1776).
Ante la situación provocada por la Guerra de Independencia, también se envió una delegación al Segundo Congreso Continental que se presentó la petición para erigirse en Estado y formar parte de los Estados Unidos, pero la petición decayó, por la fuerte oposición de Pensilvania y Carolina del Norte, que reclamaban la propiedad del territorio.

## El final de Transylvania en Virginia
El recorrido subsiguiente del proyecto fue corto, resultando definitivamente abortado cuando la Asamblea General de Virginia organizó la zona en el Condado de Kentucky el 6 de diciembre de 1776. En 1778, la Cámara de Virginia rechazó reconocer los títulos de propiedad de la Compañía de Transilvania en la zona, compensándola con 12 millas2 (unos 31 km²) en el río Ohio a la altura de Green River..

## El final de Transylvania en Carolina del Norte
Richard Henderson continuó con el desarrollo de la Compañía de Transilvania en la zona del Valle de Cumberland, en la zona de Carolina del Norte, lo que encarga a James Robertson, que establece el primer asentamiento en Nashborough, pero en 1788, Carolina del Norte reorganiza la zona como Condado de Tennessee, y tampoco reconoce la validez de los títulos de la Compañía de Transilvania, aunque fue compensada con 200.000 acres (unos 810 km²).